# David Tavaré
David Tavaré (Pollensa, Islas Baleares, España, 20 de diciembre de 1984) es un cantante español de dance que se hizo famoso con su sencillo de debut Summerlove, canción original del grupo The Underdog Project, que se convirtió en canción del verano en 2006.

## Biografía
Tavaré, hijo de un guitarrista español y sobrino del comediante inglés Jim Tavaré y del jugador de cricket inglés Chris Tavaré, creció en las Islas Baleares. En 2006 lanzó su sencillo de debut, Summerlove, producido por Luis Rodríguez, Amadeus Crotti, Martin Neumayer y DJ Maurice. Durante el verano la canción alcanzó los primeros puestos de las listas de dance y fue uno de los temas que sonaron en las pistas de baile de la costa mediterránea, llegando también al continente americano.
En 2007 lanzó un segundo sencillo basado en la canción de los años 1990, 2 Eivissa - Oh lalala, bajo el nombre de Hot Summer Night.
En 2008 sacó un nuevo sencillo titulado Centerfold, con la colaboración de Nina Kristin, quien después fue Miss Alemania. Este sencillo dio nombre a su siguiente álbum. 
En 2009, le dio la bienvenida al verano con Call me baby (if you don't know my name).
En 2012 colaboró con DJ Kiko Rivera en el sencillo Victory.
En 2019 colaboró con Johny Demoni con la nueva versión  Summerlove .

## Sencillos
- 2006: Summerlove
- 2007: Hot Summer Night - #2 España, #2 Francia, #14 Bélgica.
- 2008: Centerfold.
- 2009: Call me baby.
- 2010: Fotonovela.
- 2012: Victory.
- 2013: Stay with me tonight.
- 2015: Get Closer.
- 2015: We Burn On Fire.
- 2017: Dime.
- 2017: Mueve.
- 2018: Desnúdate.
- 2019:  Summerlove feat Johny demoni.
- 2022: Dolce Vita (Próximamente).